# Темник (остановочный пункт)
Те́мник — остановочный пункт Восточно-Сибирской железной дороги на южной линии Улан-Удэ — Наушки.
Расположен в 6 км к востоку от посёлка Темник и в 6 км к северо-западу от села Ехэ-Цаган Селенгинского района Бурятии.

## История
В 1940 году основана станция Темник. Ныне демонтирована, используется как остановочный пункт.
Пригородное движение поездов по маршруту Загустай — Наушки (реформированный Улан-Удэ — Наушки) по южной ветке ВСЖД отменено в 2014 году.

## Дальнее следование по остановочному пункту
| № поезда | Маршрут движения | № поезда | Маршрут движения |
| -------- | ---------------- | -------- | ---------------- |
| 361      | Наушки — Иркутск | 362      | Иркутск — Наушки |